# Cecilia Renata d'Asburgo
Cecilia Renata d'Asburgo, arciduchessa d'Austria (Graz, 16 luglio 1611 – Vilnius, 24 marzo 1644), era un membro della Casa d'Asburgo.

## Biografia

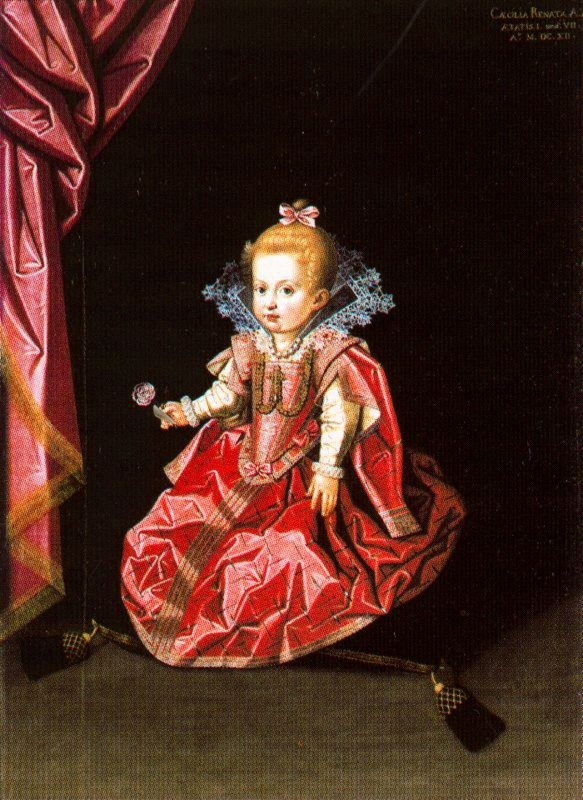
Ritratto di Cecilia Renata d'Asburgo bambina, Giovanni Pietro de Pomis, 1612.

Era figlia dell'imperatore Ferdinando II, e della sua prima moglie, Maria Anna di Baviera.

## Matrimonio
Sposò, il 9 agosto 1637 a Vienna per procura Ladislao IV di Polonia. Il 12 settembre vennero celebrate le nozze a Varsavia e lo stesso giorno fu incoronata nella cattedrale di San Giovanni. Questa fu la prima incoronazione reale al di fuori di Cracovia, la storica, antica capitale della Polonia, e questo fece arrabbiare molto la nobiltà polacca. Nel 1638 fu emanata una legge per riservare le incoronazioni a Cracovia.
Cecilia Renata e Ladislao ebbero tre figli:
- Sigismondo Casimiro (1640–1647);
- Maria Anna Isabella (1642–1643);
- una figlia (nata e morta il 23 marzo 1644)[2].

Giovane e energica, ben presto iniziò a lasciare la sua impronta nell'organizzazione della corte: era molto popolare fra i suoi sudditi e nota per la grande educazione e cortesia. Un nobile scrisse nelle sue memorie che insistette che altre donne si sedessero con lei, anche se era la regina. Cecilia non poteva rimuovere da sola l'amante di suo marito, Hedwig Łuszkowska, così organizzò un matrimonio tra Hedwig e John Wypyski. Nel 1638, Cecilia e Ladislao IV visitarono Vienna.
Sostenne la fazione filoasburgica e filocattolica della corte, alleandosi al cancelliere Jerzy Ossoliński e a Albrycht Stanisław Radziwiłł, in contrapposizione a Adam Kazanowski, amico d'infanzia del sovrano, la cui influenza su Ladislao diminuì dopo il matrimonio di questi, e a Piotr Gembicki.
Per i primi 2–3 anni di matrimonio la sua influenza sul marito fu piuttosto forte, e Cecilia Renata poteva intervenire nelle nomine per importanti posizione a corte. Tuttavia, dopo il 1638-1639, quando Ladislao si accorse che poteva sperare in poco sostegno dalla parte degli Asburgo, il potere della moglie diminuì considerevolmente.
Cecilia rimase in contatto con i suoi fratelli; divenne anche amica di sua cognata Anna Caterina. Le piaceva la musica, i concerti, le rappresentazioni teatrali e questo potrebbe aver notevolmente influenzato suo marito, che fu uno dei fondatori del teatro nazionale polacco e portò molti artisti famosi da tutta Europa.

## Morte
Morì il giorno dopo come conseguenza di un'infezione, probabilmente correlata al suo recente parto. Dopo la sua morte improvvisa, Cecilia Renata fu profondamente addolorata sia da suo marito che dalla corte reale.

## Ascendenza
|                           |                      |                          | Genitori                      |  |  | Nonni |  |  | Bisnonni               |  |  | Trisnonni              |  |
|                           |                      |                          |                               |  |  |       |  |  | Ferdinando I d'Asburgo |  |  | Filippo I di Castiglia |  |
|                           |                      |                          |                               |  |  |       |  |  | Ferdinando I d'Asburgo |  |  | Filippo I di Castiglia |  |
|                           |                      | Giovanna di Castiglia    |                               |  |  |       |  |  | Ferdinando I d'Asburgo |  |  |                        |  |
| Carlo II d'Austria        |                      |                          |                               |  |  |       |  |  | Ferdinando I d'Asburgo |  |  |                        |  |
|                           |                      | Anna Jagellone           | Ladislao II di Boemia         |  |  |       |  |  |                        |  |  |                        |  |
|                           |                      | Anna Jagellone           | Ladislao II di Boemia         |  |  |       |  |  |                        |  |  |                        |  |
|                           |                      | Anna Jagellone           | Anna di Foix-Candale          |  |  |       |  |  |                        |  |  |                        |  |
| Ferdinando II d'Asburgo   |                      | Anna Jagellone           |                               |  |  |       |  |  |                        |  |  |                        |  |
|                           |                      | Alberto V di Baviera     | Guglielmo IV di Baviera       |  |  |       |  |  |                        |  |  |                        |  |
|                           |                      | Alberto V di Baviera     | Guglielmo IV di Baviera       |  |  |       |  |  |                        |  |  |                        |  |
|                           |                      | Alberto V di Baviera     | Maria Giacomina di Baden      |  |  |       |  |  |                        |  |  |                        |  |
| Maria Anna di Wittelsbach |                      | Alberto V di Baviera     |                               |  |  |       |  |  |                        |  |  |                        |  |
|                           |                      | Anna d'Asburgo           | Ferdinando I d'Asburgo        |  |  |       |  |  |                        |  |  |                        |  |
|                           |                      | Anna d'Asburgo           | Ferdinando I d'Asburgo        |  |  |       |  |  |                        |  |  |                        |  |
|                           |                      | Anna d'Asburgo           | Anna Jagellone                |  |  |       |  |  |                        |  |  |                        |  |
| Cecilia Renata d'Asburgo  |                      | Anna d'Asburgo           |                               |  |  |       |  |  |                        |  |  |                        |  |
|                           | Alberto V di Baviera | Guglielmo IV di Baviera  |                               |  |  |       |  |  |                        |  |  |                        |  |
|                           | Alberto V di Baviera | Guglielmo IV di Baviera  |                               |  |  |       |  |  |                        |  |  |                        |  |
|                           | Alberto V di Baviera | Maria Giacomina di Baden |                               |  |  |       |  |  |                        |  |  |                        |  |
| Guglielmo V di Baviera    | Alberto V di Baviera |                          |                               |  |  |       |  |  |                        |  |  |                        |  |
|                           |                      | Anna d'Asburgo           | Ferdinando I d'Asburgo        |  |  |       |  |  |                        |  |  |                        |  |
|                           |                      | Anna d'Asburgo           | Ferdinando I d'Asburgo        |  |  |       |  |  |                        |  |  |                        |  |
|                           |                      | Anna d'Asburgo           | Anna Jagellone                |  |  |       |  |  |                        |  |  |                        |  |
| Maria Anna di Baviera     |                      | Anna d'Asburgo           |                               |  |  |       |  |  |                        |  |  |                        |  |
|                           |                      | Francesco I di Lorena    | Antonio di Lorena             |  |  |       |  |  |                        |  |  |                        |  |
|                           |                      | Francesco I di Lorena    | Antonio di Lorena             |  |  |       |  |  |                        |  |  |                        |  |
|                           |                      | Francesco I di Lorena    | Renata di Borbone-Montpensier |  |  |       |  |  |                        |  |  |                        |  |
| Renata di Lorena          |                      | Francesco I di Lorena    |                               |  |  |       |  |  |                        |  |  |                        |  |
|                           |                      | Cristina di Danimarca    | Cristiano II di Danimarca     |  |  |       |  |  |                        |  |  |                        |  |
|                           |                      | Cristina di Danimarca    | Cristiano II di Danimarca     |  |  |       |  |  |                        |  |  |                        |  |
|                           |                      | Cristina di Danimarca    | Isabella d'Asburgo            |  |  |       |  |  |                        |  |  |                        |  |
|                           |                      | Cristina di Danimarca    |                               |  |  |       |  |  |                        |  |  |                        |  |